# 恒春扁蚜
恒春扁蚜（学名：Pseudoregma koshuensis）为扁蚜科角扁蚜屬下的一个种。